# Castello Ducale di Sessa Aurunca
Das Castello Ducale di Sessa Aurunca ist eine Burg aus dem 9. Jahrhundert in Sessa Aurunca in der italienischen Region Kampanien.

## Geschichte

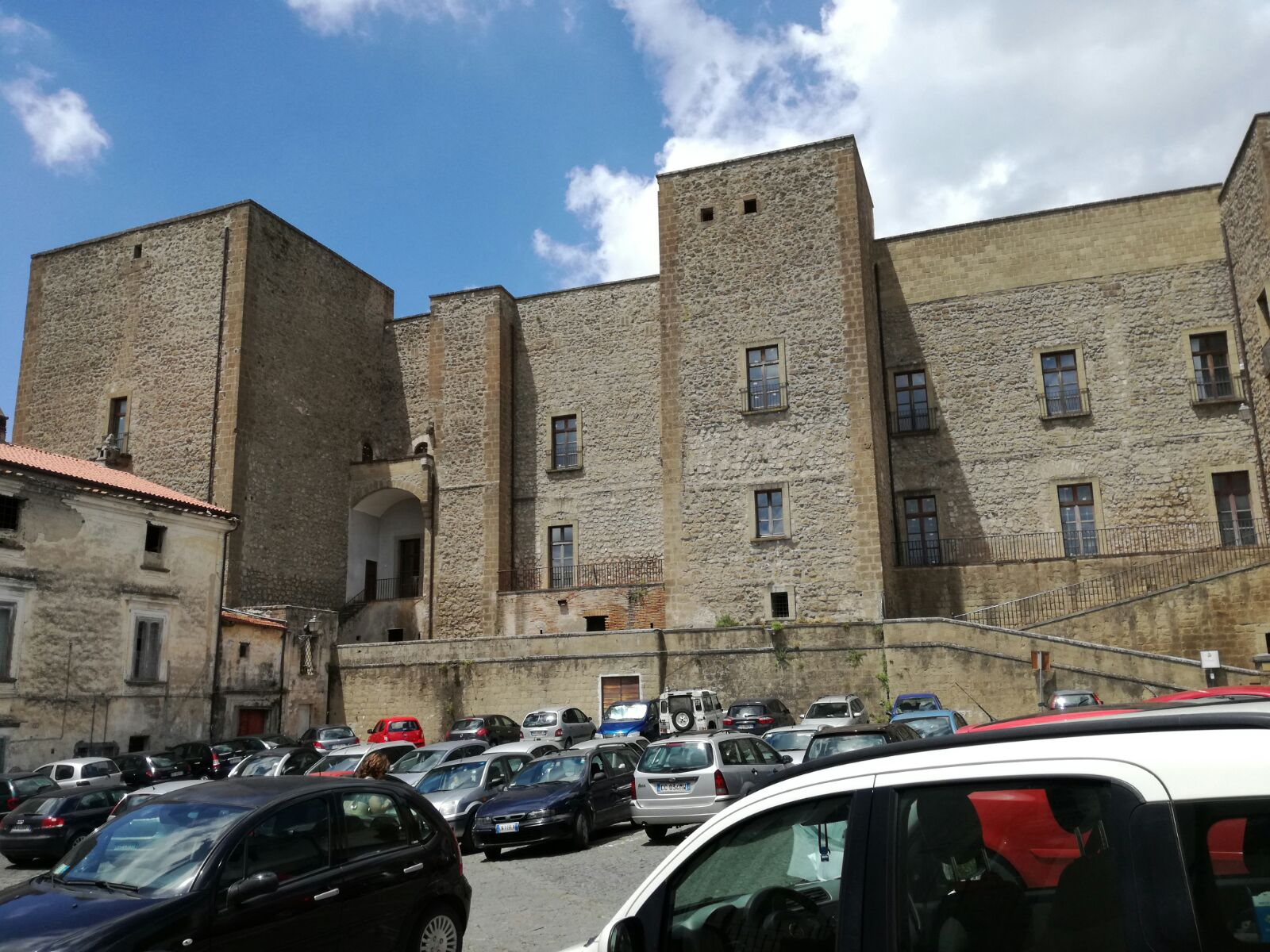
Ostseite

Die Burg wurde Ende des 9. Jahrhunderts über der alten Akropolis der Siedlung erbaut, vermutlich auf Geheiß von Lando, der damals der langobardische Gastalde von Sessa war. Später wurde sie umgebaut, und zwar nicht nur als Festung (Castrum), sondern auch als Wohnstatt für die Herren der Stadt (Palatinum). Sie wurde allerdings sicherlich um 963 fertiggestellt, denn in ihren Räumen wurden die Urkunden des Placito di Sessa Aurunca gefertigt.
Unter Kaiser Friedrich II. wurde die Burg erneut erweitert und erhielt neue Türme; sie wurde ein Zentrum der militärischen Verteidigung des Königreichs Neapel. Darüber hinaus wurde der Palast im 15. Jahrhundert modifiziert, um ihn für das Hofleben anzupassen und ihn besser bewohnbar zu machen. Er war die Wohnstatt der Gouverneure, des Vizekönigs, der Herzöge Marzano (die bis zum Tod von Giovanni Francesco Marino Marzano 1466 Eigentümer waren) und der Carafas von Stigliano (1522–1664). Zu den illustren Gästen auf der Burg zählten die Kaiser Friedrich III. und Karl V., dessen Anwesenheit auf einem Gemälde festgehalten ist, das heute noch im Salone dei Quadri im Rathaus von Sessa Aurunca zu bewundern ist.
Das Erdbeben von 1688 verursachte schwere Schäden an dem Gebäude, die aber unter der Leitung von Don Andrea Guerriero D. Torres repariert wurden (Dies ist auf einem Fresko im Inneren zu sehen.). Nachdem die Burg in Besitz der Herzöge Paternò war, ging sie 1806 in das Eigentum der Gemeinde über, die sie zunächst als Gefängnis und später als Schule nutzte. Nach Restaurierungsarbeiten, die von 2007 bis 2014 dauerten, diente das Gebäude als Stadtmuseum und Gemeindebibliothek „Gaius Lucilius“.

## Beschreibung

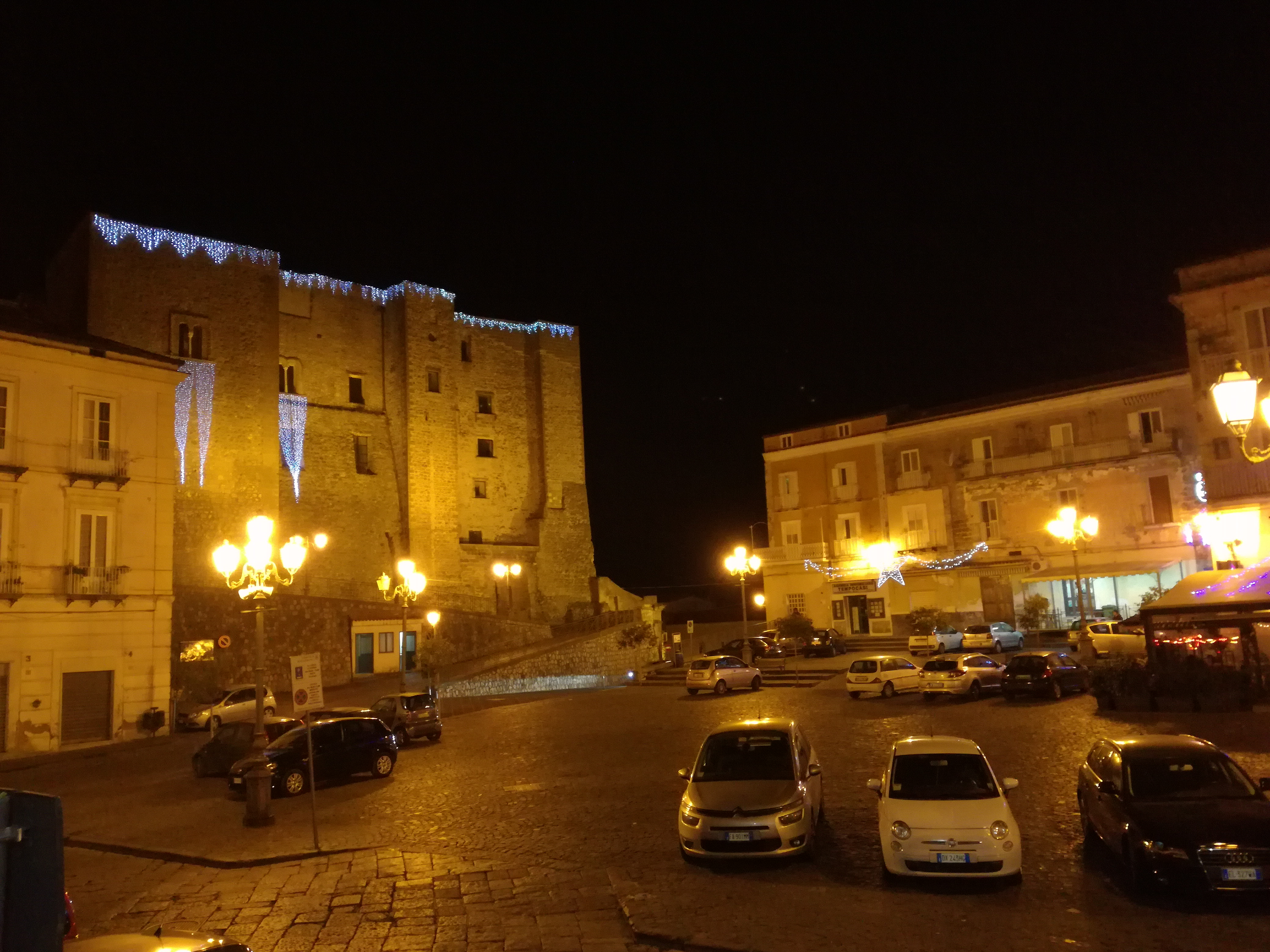
Die Burg in der Weihnachtszeit von der Piazza XX Settembre aus

Die Burg hat einen vierseitig-unregelmäßigen Grundriss. Zu ihren Kennzeichen gehören Doppelfenster ungefähr aus dem 13. Jahrhundert, aber einige davon sind im Laufe der Jahre durch normale Fenster ersetzt worden. Darüber hinaus ging das ursprüngliche, mittelalterliche Aussehen – auch im Inneren – verloren, aber bei den letzten Restaurierungen wurde versucht, den monumentalen Komplex zu sanieren, indem man die Gebäudeteile, die im 20. Jahrhundert angebaut worden waren, entfernte.

## Archäologisches Stadtmuseum
Im Inneren des Castello Ducale di Sessa Aurunca befindet sich eine Bibliothek, einige Veranstaltungssäle und das Archäologische Stadtmuseum. In letzterem sind einige Zeugnisse historischer Familien, die im Laufe der Jahrhunderte aufeinander folgten (Langobarden, Normannen, Haus Anjou, Haus Aragón), bis zur Familie Marzano im 14. Jahrhundert gesammelt.
In einigen Sälen sind außerdem einige archäologische Fundstücke vom Meeresboden des versunkenen Sinuessa ausgestellt, die man bei einigen Initiativen der ENEA (Agenzia nazionale per le nuove tecnologie, l’energia e lo sviluppo economico sostenible; dt.: Nationale Agentur für Neue Technologien, Energie und nachhaltige, wirtschaftliche Entwicklung) zur Ausarbeitung einer Unterwasserroute an den felsigen Ufern gefunden hat. Zu den bedeutendsten Werken gehört die bekannte Statue der Vivia Matidia oder Matidia minore.